# YOD1
YOD1 (англ. YOD1 deubiquitinase) – білок, який кодується однойменним геном, розташованим у людей на 1-й хромосомі. Довжина поліпептидного ланцюга білка становить 348 амінокислот, а молекулярна маса — 38 322.
| 10         |  | 20         |  | 30         |  | 40         |  | 50         |
| ---------- |  | ---------- |  | ---------- |  | ---------- |  | ---------- |
| MFGPAKGRHF |  | GVHPAPGFPG |  | GVSQQAAGTK |  | AGPAGAWPVG |  | SRTDTMWRLR |
| CKAKDGTHVL |  | QGLSSRTRVR |  | ELQGQIAAIT |  | GIAPGGQRIL |  | VGYPPECLDL |
| SNGDTILEDL |  | PIQSGDMLII |  | EEDQTRPRSS |  | PAFTKRGASS |  | YVRETLPVLT |
| RTVVPADNSC |  | LFTSVYYVVE |  | GGVLNPACAP |  | EMRRLIAQIV |  | ASDPDFYSEA |
| ILGKTNQEYC |  | DWIKRDDTWG |  | GAIEISILSK |  | FYQCEICVVD |  | TQTVRIDRFG |
| EDAGYTKRVL |  | LIYDGIHYDP |  | LQRNFPDPDT |  | PPLTIFSSND |  | DIVLVQALEL |
| ADEARRRRQF |  | TDVNRFTLRC |  | MVCQKGLTGQ |  | AEAREHAKET |  | GHTNFGEV   |

A: Аланін

C: Цистеїн

D: Аспарагінова кислота

E: Глутамінова кислота

F: Фенілаланін

G: Гліцин

H: Гістидин

I: Ізолейцин

K: Лізин

L: Лейцин

M: Метіонін

N: Аспарагін

P: Пролін

Q: Глутамін

R: Аргінін

S: Серин

T: Треонін

V: Валін

W: Триптофан

Кодований геном білок за функціями належить до гідролаз, протеаз, тіолових протеаз. 
Задіяний у таких біологічних процесах, як відповідь на порушення конформації білку, убіквітинування білків, альтернативний сплайсинг. 
Білок має сайт для зв'язування з іонами металів, іоном цинку. 
Локалізований у цитоплазмі.